# Kawahara-jinja

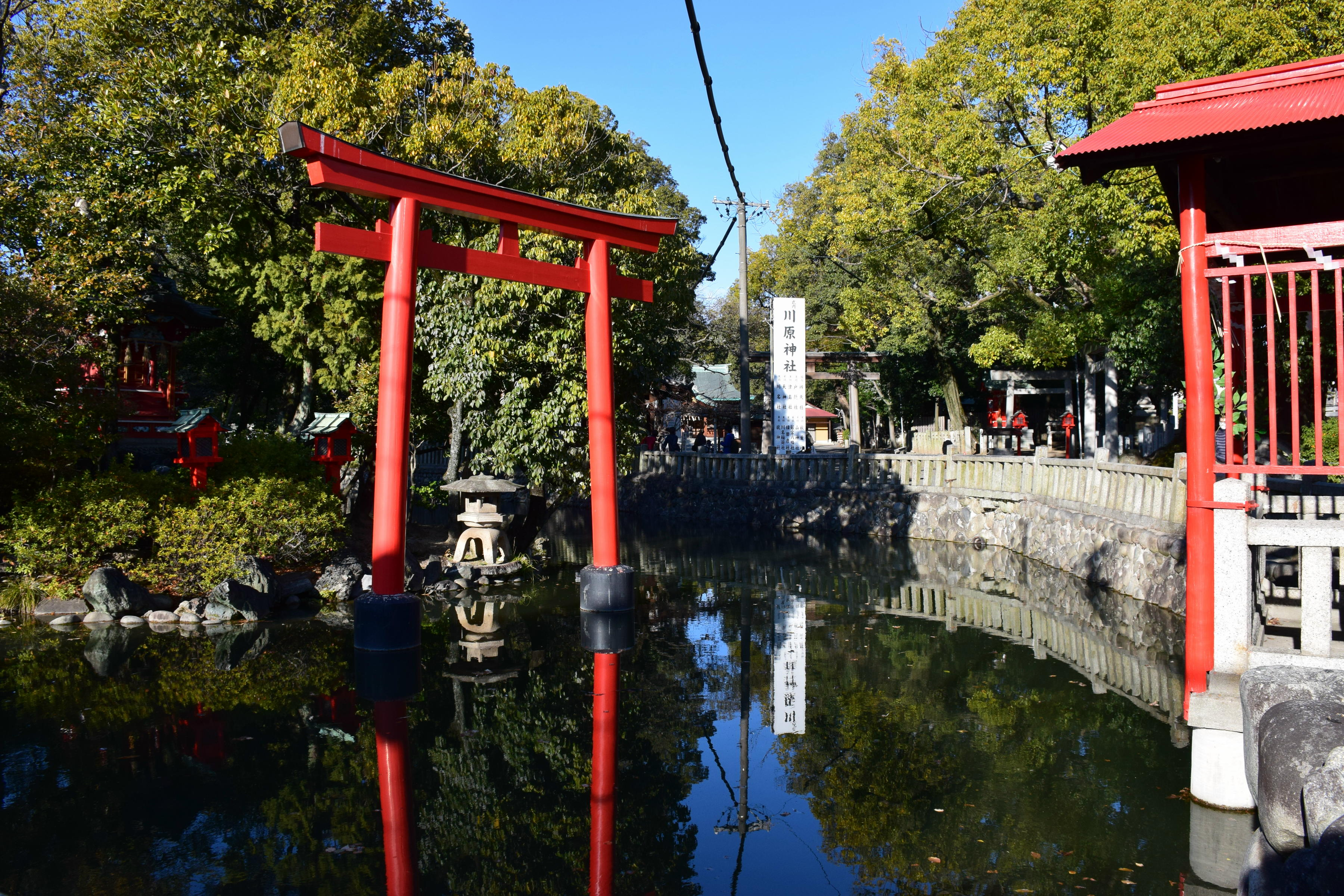
Torii du Kawahara-jinja.

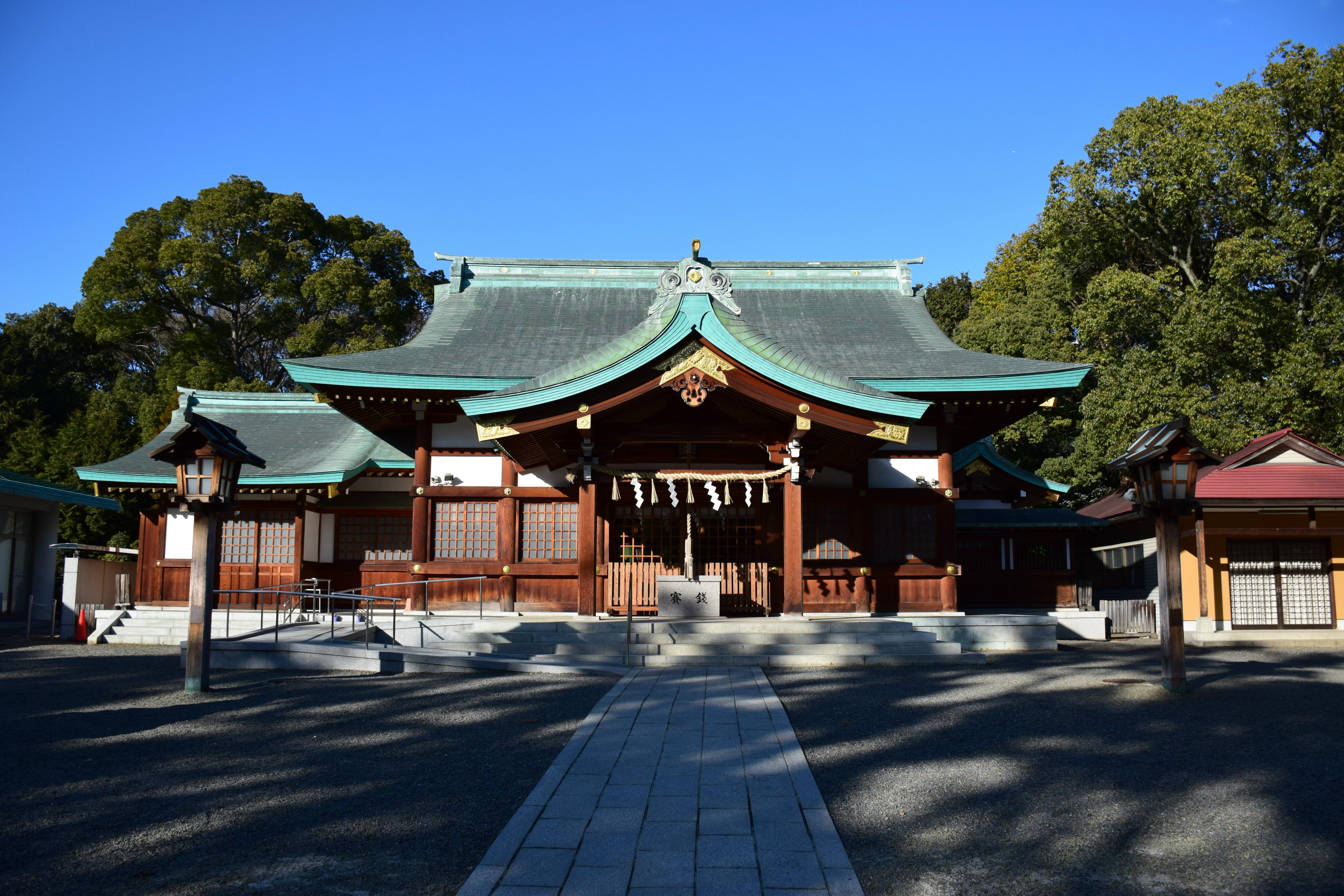
Haiden.

Le Kawahara-jinja (川原神社) est un sanctuaire shinto et benten-dō bouddhiste situé dans l'arrondissement Showa de Nagoya au centre du Japon.
La date de construction du sanctuaire n'est pas claire, il semble cependant être apparu vers 1000. Le sanctuaire a subi un certain nombre de reconstructions et rénovations, la dernière en 1998. Il est entouré d'un bassin où évoluent des tortues.
Comme le bouddhisme et le shintoïsme ont été étroitement liés, le sanctuaire a également été consacré à Benzaiten. Par conséquent, il est mieux connu comme « Benten de Kawana » plutôt que « Kawahara-jinja ».

## Référence
- (en) Cet article est partiellement ou en totalité issu de l’article de Wikipédia en anglais intitulé « Kawahara Shrine » (voir la liste des auteurs).